# Tipton (Oklahoma)
Tipton è un comune degli Stati Uniti d'America, situato nello Stato dell'Oklahoma, nella Contea di Tillman.